# Alexander Perls
Alexander Perls (Boston, 11 maggio 1976) è un musicista e produttore discografico statunitense, famoso perlopiù per i progetti 009 Sound System e Aalborg Soundtracks, le cui canzoni sono scritte, eseguite e prodotte interamente da lui.
Il suo stile è noto per il mix di elettronica, trance e controversi relativi testi religiosi, che gli ascoltatori hanno alternativamente interpretato come l'opera di un cristiano, o un lavoro di un ateo.
Tra il 2000 e il 2008, Perls ha scritto e registrato canzoni per altri produttori di musica dance, tra cui noti artisti come David Guetta, Paul van Dyk, Ian Carey, ATB, e Robert M. È stato membro del duo elettronico CIRC che pubblicò l'album Love Electric più molti singoli e remix.
Un gran numero delle canzoni di Perls sotto il nome di 009 Sound System e Aalborg Soundtracks sono state incluse come canzoni gratuite con Ezvid, un videomaker gratuito per Windows.

## Discografia

### Album in studio
- 2006 – 009 Sound System
- 2007 – Annex Trax, Vol. 1

### EP
- 2008 – Holy Ghost

### Singoli
- 2006 – Dreamscape
- 2009 – Wings and Time
- 2009 – Trinity
- 2009 – Within a Single
- 2011 – When You're Young
- 2011 – Dream We Knew
- 2011 – Powerstation
- 2011 – Wings (extended edit)